# Oneillornis
Oneillornis är ett fågelsläkte i familjen myrfåglar inom ordningen tättingar. Släktet omfattar endast två arter som förekommer i västra Amazonområdet i Sydamerika:
- Loretomyrfågel (Oneillornis lunulatus)
- Vitstrupig myrfågel (Oneillornis salvini)